# Kampioen zijn blijft plezant
Kampioen zijn blijft plezant est un film belge — basé sur la série télévisée flamande F.C. De Kampioenen — réalisé par Eric Wirix et sorti en 2013.

## Distribution
Rôles principaux
- Marijn Devalck : Balthazar Boma
- Danni Heylen : Pascale De Backer
- An Swartenbroekx : Bieke Crucke
- Ann Tuts : Doortje Van Hoeck
- Loes Van den Heuvel : Carmen Waterslaeghers
- Johny Voners : Xavier Waterslaeghers
- Herman Verbruggen : Marc Vertongen
- Ben Rottiers : Pol De Tremmerie
- Jaak Van Assche : Fernand Costermans
- Niels Destadsbader : Ronald Decocq
- Tuur De Weert : Maurice de Praetere
- Machteld Timmermans : Goedele Decocq
- Billie Verbruggen : Paulien Vertongen

Rôles secondaires
- Mike Verdrengh : Albert Tartuffe
- Joyce Beullens : Carlita
- Mourade Zeguendi : Yassine
- Lea Couzin : Marie-Paule Vertongen
- Leah Thys : Madeleine De Backer
- Michel de Warzée : Jerôme Dubois
- Amid Chakir : Steenrijke emir
- Fred Van Kuyk : Jean-Luc Grootjans
- Johan Museeuw : Johan Museeuw (caméo)
- Frank De Bleeckere : Frank De Bleeckere (caméo)